# Tabermand
Tabermand er en stereotyp, der typisk anvendes nedladende og kan grænse til social stigmatisering og polarisering. Betegnelsen vandt indpas i det danske sprog i løbet af 2000'erne. Fænomenet modstilles typisk tanken om perfekthed, idealer og social succes. "Tabermænd" identificeres i denne sammenhæng med mænd typisk uden arbejde, uden uddannelse og som måske også er enlige. I forbindelse med det amerikanske præsidentvalg i 2000 anvendtes betegnelsen "Sore Loserman".
For danske forhold gælder at inden for det seneste tiår til og med 2019, har i snit cirka 9 ud af 10 indsatte i danske fængsler været af hankøn. Det er omdiskuteret hvorvidt det kan tillægges den kendsgerning at mænd i snit har 20 gange højere testosterontal end kvinder. Nogle indsatte kæmper desuden med kognitive forståelsesproblemer, stolthed og temperament (aggressioner). Nogle undersøgelser af vindere og tabere inden for idræt er kommet frem til at testosterontallet er højere hos vindere. Andre undersøgelser nåede imidlertid ingen afgørende konklusioner.
Det kan konstateres at antallet af kvinder med højere uddannelse stiger i Danmark, mens antallet modsvarende falder for hankønnets vedkommende. Forskere anslår at unge drenge og mænds kortere uddannelser ofte kan tillægges ADHD eller anden understimulation og manglende motivation inden for skole og uddannelse. Nyere undersøgelser viser at der iblandt hankønnet socialt underpræsteres i uddannelsessammenhænge, og at imellem 15 % til op imod 50 % af højtbegavede studerende generelt underpræsterer, alt afhængigt af hvorledes underpræstation defineres. Fænomenet underpræstation kendes også iblandt børn og unge hos såkaldte "stillepiger".

## Land og by
Der er en tendens til at unge kvinder i Danmark flytter til de større studiebyer, mens unge mænd bliver boende uden for de større byer. Samtidig er antallet af enlige generelt steget. CPR-registret anslår per 2016 1,5 million enlige, med en overvægt på cirka 100.000 kvinder. Registret tager dog ikke forbehold for længerevarende par som bor hver for sig. Det er foreslået at kvinder i nyere tid kun ønsker at indgå partnerskab med mænd der har højere uddannelse end dem selv, det giver i så fald visse statistiske og praktiske problemer for parindgåelse. Historisk tog manden sig økonomisk af familien. Med kvindernes indtog på arbejdsmarkedet i 1950'ernes og 60'ernes Danmark har de med tiden i stort tal kunne forsørge sig selv. Det har ladt traditionelle mandeforestillinger om at skulle være en kernefamilies topforsørger i stikken. Når sådanne mænd ikke formår at indfri traditionelle kønsrolleforventninger anses de både af sig selv og af traditionelt indstillede kvinder, for "tabere". Det hævdes derimod også at denne tradition så småt er ved at opløses.
Sidevirkningerne for enlige mænd anslås af amerikanske forskere til en betragteligt tidligere død. Desuden er der en betragteligt højere andel af fuldførte selvmord iblandt hankønnet. Såkaldte 'hvide tabermænd' der har tabt på den sociale anseelsesstige, frygtes af nogle medier for at kunne radikaliseres. En amerikansk undersøgelse af 15 skoleskyderier imellem 1995-2001, viste at i 13 ud af 15 sager var årsagen social udstødelse (mobning). De unge attentatmænd ved massakren på Columbine High School i USA i 1999 blev af Brooks Brown kaldt "tabernes tabere" i No Easy Answers (2002).

## Moderne tid
Visse sociologer mener, at konkurrencestaten har opdyrket en usund perfekthedskultur, der rammer bredt og har skabt frygt for at fejle iblandt begge køn. Den amerikanske filosof Robert Nozick noterede i Anarchy, State and Utopia (1974), at livet ikke er et kapløb. At der ikke er nogen "Skt. Peter" eller lignende instans som holder regnskab, at man kun opsætter de anerkendelsesgrænser andre har en interesse i at fastholde, som f.eks. ordenskapitler, der kan have en tendens til at tegne tidsåndens modeluner og modstillinger i "vindere" og "tabere", "fint" og "ufint". Dutter eller dutter ikke (jf. prinsessen i H.C. Andersens eventyr Klods-Hans).
Ordet 'tabermand' er flertydigt og værdiladt. Inden for vesterlandske socialkredse er blandt andet følgende definitioner anvendt:
1) Begrebet tabermand betegner både én som ikke indfrier idealforventninger på tværs af alle såkaldte socialklasser, 2) det kan betegne forestillinger om mænd som ikke udviser ansvarsfølelser i forbindelse med aftaler, arbejde og familie, 3) en evighedsstudent, 4) mænd over 30 år som stadig bor hos sine forældre, 5) en såkaldt "betamand", der tager sig af hus og hjem for den udearbejdende hustru, 6) enlige mænd, 7) mænd som ikke forfremmes inden for et anerkendelsessystem, 8) uambitiøse 'ufarlige' mænd (en "hængerøv"), 9) en alkoholiseret mand, 10) i USA er fænomenet især under betegnelsen redneck anvendt om hvide ufaglærte mænd i sydstaterne (en "bonderøv"), 11) mens en "omegamand" betegner den laveste i hierarkiet. 12) Desuden er betegnelsen anvendt om mænd som smider 'offerkortet', 13) om radikaliserede personer, 14) om usportslig optræden, matchfixing, at være en dårlig taber, samt 15) om mandlige aktører inden for pornobranchen ("loser-male").

I vor tid hælder ligestillingsaktivister til adskillige udfordringer for moderne mænd:
Én af dem er måden, vi taler om mænd i samfundet. Ligesom vi har ord for en karrierekvinde, men ikke for en karrieremand, har vi også ordet tabermænd, men ikke taberkvinde.

Vores måde at omtale kønnene på afspejler den måde, vi opfatter kønnene på. Når vi stadig bruger ord som tabermænd forstås mandens liv altså som en konkurrence, hvor det handler om at søge opad. Og er man ikke en vinder – så er man en taber. (Rasmus Hald Møller).

## Personlighedspsykologi
Inden for personlighedspsykologiens område har betegnelsen "alfahan" vundet hævd og deraf følgende "underhanner". Disse anses for at være populære. Betegnelsen stammer fra zoologien hvor den er blevet knyttet til bl.a. chimpanser og ulves hierarkier. Sat i forbindelse med personlighedspsykologi er den imidlertid blevet meget kritiseret, blandt andet af primatologen Frans de Waal. Også når samme branche har klassificeret mænd, der har valgt at leve for sig selv, for "sigmahanner" (såkaldte ikkekonformister eller lone-wolfing). Betegnelserne er blevet brugt og misbrugt i flæng solgt som terapeutiske 'pakkeløsninger' og som menneskeetikettering.
Ranginddelingen iblandt chimpanser: alfa (nr. 1, anføreren, kan være af både han- eller hunkøn), beta (nr. 2-han), gamma (nr. 3-han), delta (nr. 4-han), omega (lavest i hierarkiet = taberhan).

## Sproghistorisk
Ordet tabermand er afledt af at fejle. Kendt er betegnelsen "errare humanum est" (det er menneskeligt at fejle) ved kirkefaderen Hieronymus, mens tilføjelsen til sætningen: "men at fremture i fejlen er skændigt", oprindeligt tillægges antikkens taler Marcus Tullius Cicero.
På engelsk har man siden 1540'erne anvendt betegnelsen "loser" (taber), og senere "quitter" (kvitter), mens man inden for teaterverdenen siden 1855 har sagt fiasko, modsat succes, afledt af latinsk ’successus’ (succession = en følge). Under det amerikanske præsidentvalg i 2000 anvendtes betegnelsen "Sore Loserman" i flæng (dårlig/gal tabermand). I 2010'erne opsatte nogle stater i USA en Sore Loser-Law imod at tabere ved primærvalg senere skulle kunne stille op som løsgænger eller for et andet politisk parti. Siden 1995 har domænenavnet Loser.com - registreret af Brian Connolly - været et URL-alias der videresender til ledende amerikanske politikere, og i øvrigt i 14 dage til den indiske premierminister i 2021. Inden for pornobranchen i USA anvendes betegnelsen "loser-male" om mandlige aktører, der typisk arbejder som løsarbejdere, akkordarbejdere per filmede scene, mens flere kvinder har nedskrevne kontrakter.
Amerikanske synonymer for 'hvide tabermænd' er "redneck" og "white trailer-trash". På tysk har man Versager (en forsager, fuser). I mange lande i Asien har det historisk været anset for skam og skændsel at tabe ansigt (= formodningen om tab af ære), medens man på de breddegrader tildeler et ansigt, når man tilkender anerkendelse eller anseelse til en person.

## Eksterne referencer
- Mads Christensen: Jeg har fundet kuren mod en ny generation af tabermænd, Berlingske, 1. februar 2020.
- Kevin Ahrens og Michael Plejdrup: Aldrig har så mange mænd boet alene: De dør tidligere, tjener mindre og får færre børn, dr.dk, 20. januar 2020.
- "Taberkvinden i det maskuliniserede samfund" (2. juni 2013).
- "Feminismen skaber taberkvinder". Berlingske, 6. februar 2022.